# Campo Calabro
Campo Calabro és un comune (municipi) de la Ciutat metropolitana de Reggio de Calàbria, a la regió italiana de Calàbria, situat a uns 110 km al sud-oest de Catanzaro i a uns 12 km al nord de Reggio de Calàbria. A 1 de gener de 2019 la seva població era de 4.540 habitants.
Campo Calabro limita amb els municipis següents: Fiumara, Reggio Calabria i Villa San Giovanni.